# 見附バイパス

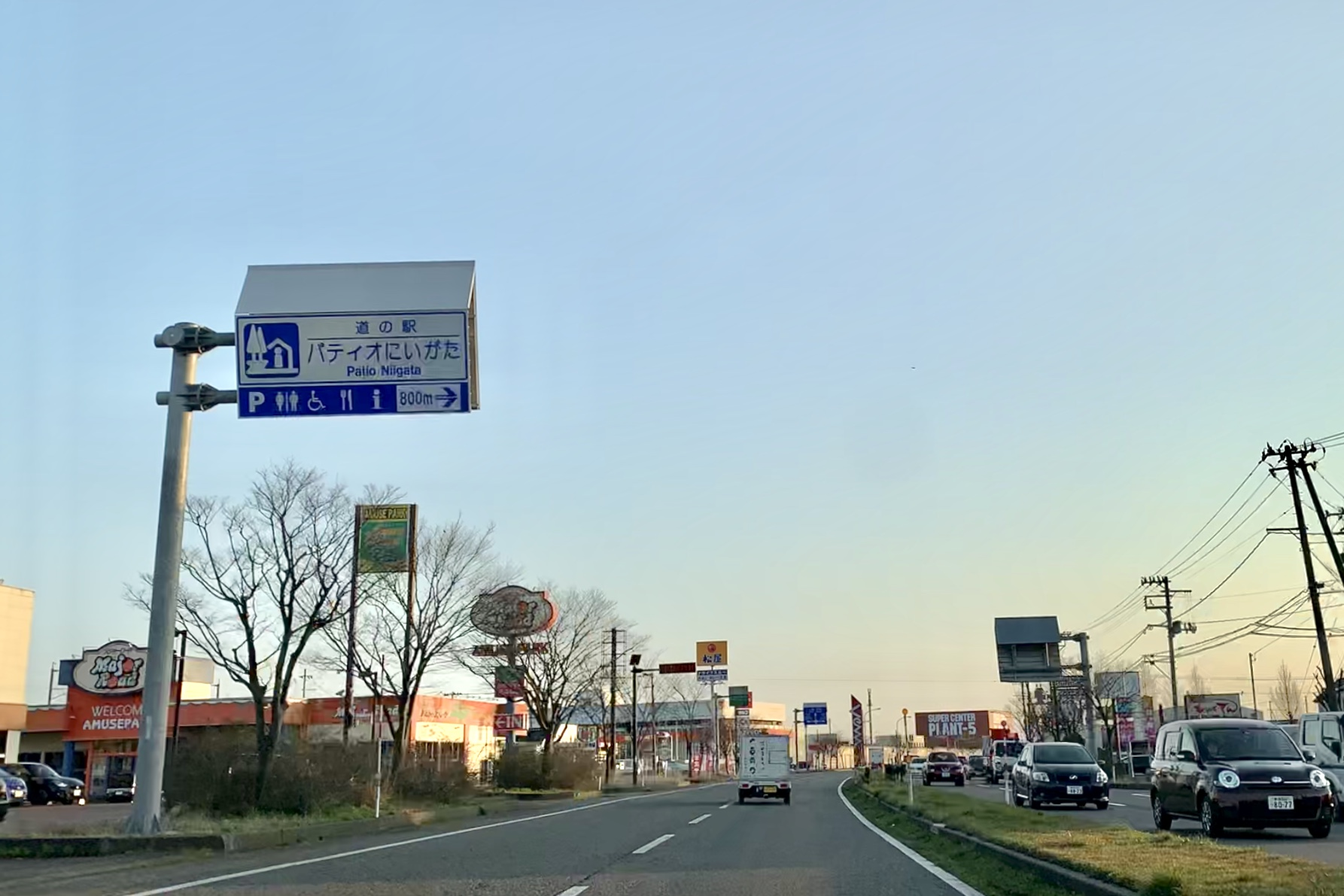
見附バイパス
新潟県見附市今町4丁目

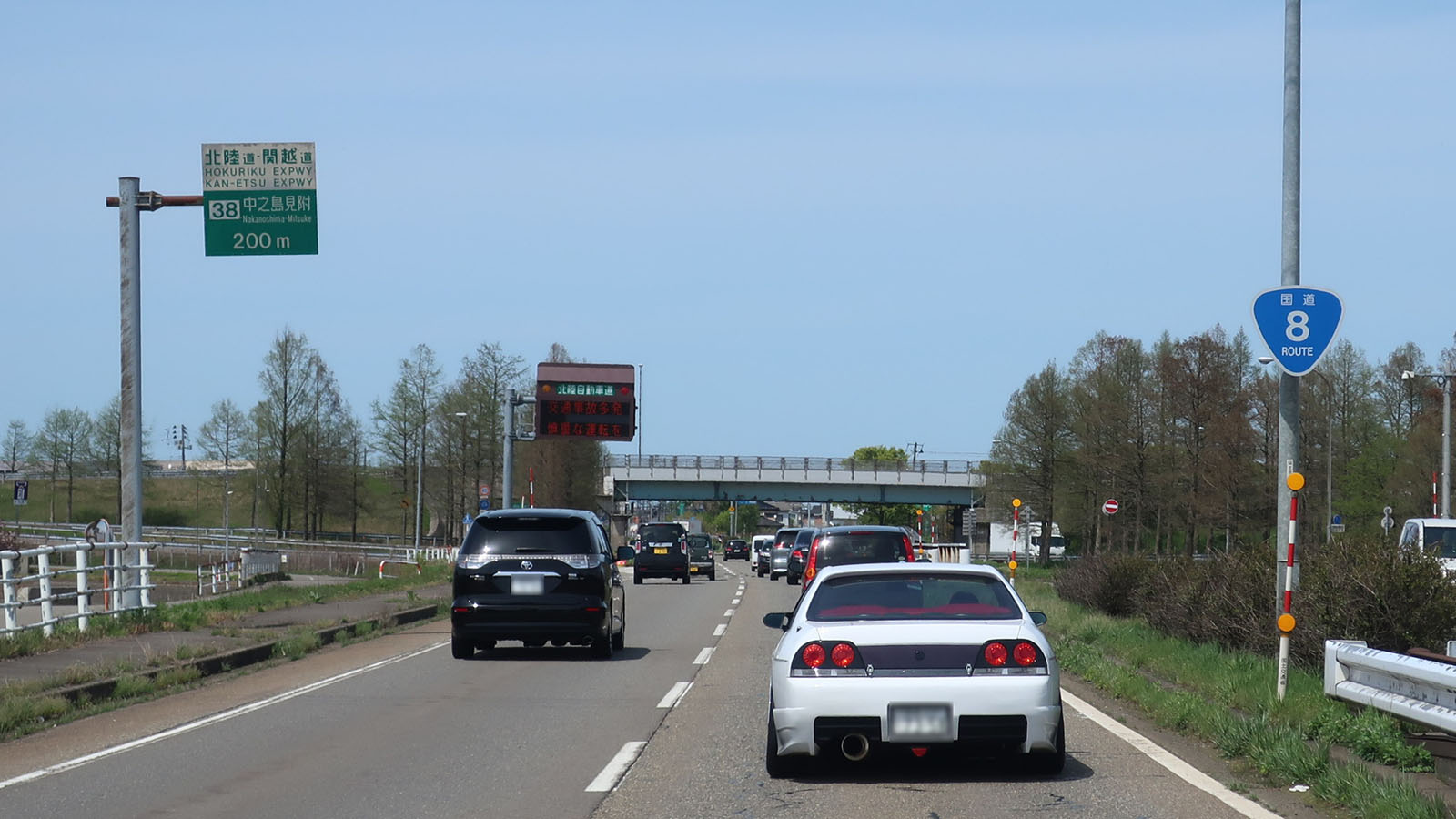
見附バイパス
新潟県長岡市灰島新田

見附バイパス（みつけバイパス）は、新潟県見附市坂井町から長岡市灰島新田（灰島新田交差点）に至る、延長6.32キロメートル (km) の国道8号（重複：国道17号）のバイパス道路である。

## 概要
長岡市中之島地区と、見附市西部の今町地区の両市街地をバイパスする道路。1993年（平成5年）全線開通。全線片側2車線、中之島IC（上越・小千谷方面のみの流入、長岡市中之島地区のみの流出のハーフIC）のみ立体交差方式となっている。夕方のラッシュ時には上新田南交差点を先頭に中之島IC付近まで渋滞している時がある。
実質的なバイパス道路は見附市坂井町から長岡市中之島までとなっており、以南は北陸自動車道の中之島見附IC建設に伴い、従来からの道路を改良した区間となっている。
見附バイパスの南は、長岡東バイパスと接続しており、その先の小千谷バイパスも含め一本の路線として機能している。

### 路線データ
- 起点：新潟県見附市坂井町（坂井北交差点）
- 終点：新潟県長岡市灰島新田（灰島新田交差点）
- 全長：6.32 km

## インターチェンジ・交差点など
- 上側が新潟側、下側が京都側。左側が西側、右側が東側。
- 路線名の特記がないものは市道。
- （間）は他の道路を介して接続している間接接続

| 施設名                                          | 接続路線名                                                            | 接続路線名                                                            | 新潟から (km) | 所在地 |
| ----------------------------------------------- | --------------------------------------------------------------------- | --------------------------------------------------------------------- | ------------- | ------ |
| 国道8号（重複:国道17号）三条・新潟方面          |                                                                       |                                                                       |               |        |
| 坂井北交差点                                    | 新潟県道498号長岡中之島見附線                                         | -                                                                     |               | 見附市 |
| 坂井南交差点                                    |                                                                       | 新潟県道337号坂井猪子場新田線                                         |               | 見附市 |
| 上新田北交差点                                  | 新潟県道20号見附中之島線                                              | 新潟県道20号見附中之島線                                              |               | 見附市 |
| 中之島IC                                        | 新潟県道498号長岡中之島見附線 （ハーフIC:東京・上越方面のみの流入出） | 新潟県道498号長岡中之島見附線 （ハーフIC:東京・上越方面のみの流入出） |               | 長岡市 |
| 中之島見附IC                                    | 北陸自動車道                                                          | 北陸自動車道                                                          |               | 長岡市 |
| 灰島新田交差点                                  | 新潟県道498号長岡中之島見附線                                         | 新潟県道109号押切停車場線                                             |               | 長岡市 |
| 国道8号（重複:国道17号）長岡東バイパス 京都方面 |                                                                       |                                                                       |               |        |

## 歴史
- 1974年（昭和49年）：見附市今町七丁目（今町七丁目交差点） - 長岡市中之島（中之島IC）間が開通（暫定2車線）。
- 1993年（平成5年）：新潟県見附市坂井町（坂井北交差点） - 見附市今町七丁目（今町七丁目交差点）間が開通し、全線開通。

## 旧道（国道8号、国道17号）
- 見附市坂井町（坂井北交差点） - 見附市今町一丁目（今町一丁目交差点）：新潟県道498号長岡中之島見附線
- 長岡市中之島（中之島大橋東詰交差点(仮称)） - 長岡市中之島（中之島大橋西詰交差点）：新潟県道20号見附中之島線
- 長岡市中之島（中之島大橋西詰交差点 - 中之島IC）：新潟県道498号長岡中之島見附線
- 見附市今町七丁目：見附市道（見附市坂井町 - 今町七丁目開通までの暫定指定区間）

## 接続するバイパスの位置関係
（富山、高崎、東京方面）長岡東バイパス - 見附バイパス - 現道 - 三条バイパス（新潟方面）